# Lockington (East Riding of Yorkshire)
Lockington – wieś w Anglii, w hrabstwie East Riding of Yorkshire. Leży 22 km na północny zachód od miasta Hull i 269 km na północ od Londynu. W 2001 miejscowość liczyła 542 mieszkańców.